# Северно острво
Северно острво (енгл. North Island, маорски Te Ika-a-Māui) је, поред Јужног острва, једно од два главна острва која чине Нови Зеланд. Више значајних градова се налазе на Северном острву међу којима највећи град Новог Зеланда, Окланд, као и Велингтон, његов главни град.
На острву живи 2.820.000 (2005) становника, што чини 76% популације Новог Зеланда. Има површину од 113.729 km2 (43.911 sq mi), што га чини четрнаестим острвом по величини на свету. На неким картама из 19. века острво носи име Нови Минстер. Северно острво је подељено у девет региона: Северна Земља, Окланд, Залив Пленти, Гизборн, Ваикато, Таранаки, Манавату-Вангануи, Хоксов Залив и Велингтон. 

## Именовање и употреба
Иако је острво већ дуги низ година познато као Северно острво, 2009. године Географски одбор Новог Зеланда је утврдио да, заједно са Јужним острвом, Северно острво нема званично име. Након јавних консултација, одбор је у октобру 2013. званично назвао острво Северно острво или Те Ика-а-Мауи.
У прози, два главна острва Новог Зеланда се зову Северно острво и Јужно острво. Такође је на енглеском језику нормално користити предлог у уместо на, на пример „Хамилтон је у Северном острву“, „моја мајка живи у Северном острву“.

## Маорска митологија
Према маорској митологији, Северна и Јужна острва Новог Зеланда настала су кроз деловање полубога Мауја. Мауј и његова браћа пецали су из свог кануа (Јужно острво) када је он упецао велику рибу и извукао је из мора. Док он није гледао, његова браћа су се потукла око рибе и исекла је. Ова велика риба је постала Северно острво, и стога је маорски назив за Северно острво Те Ика-а-Мауј („Риба са Мауја“). Верује се да су планине и долине настале као резултат касапљења рибе од стране Маујеве браће.
Током путовања капетана Џејмса Кука између 1769. и 1770. године, тахићански морепловац Тупаја пратио је оплазак око Новог Зеланда. Мапе су описале Северно острво као „Еа Хеином Ауве” и „Аехеиномове”, које препознаје елемент „Рибе из Мауја”.
Још једно маорско име које је дато Северном острву, али се сада ређе користи, је Аотеароа. Употреба Аотеароа за описивање Северног острва пала је у немилост почетком 20. века и сада је то колективно маорско име за Нови Зеланд у целини.

## Географија
Током последњег глацијалног периода, када је ниво мора био преко 100 метара нижи од данашњег нивоа, северна и јужна острва су била повезана огромном обалском равницом која се формирала у заливу Јужног Таранакија. Током овог периода, већи део Северног острва био је прекривен шикарама и шумама, док је данашње полуострво Нортленд било суптропска прашума. Ниво мора је почео да расте пре 7.000 година, на крају су одвојена острва и повезан је Куков мореуз са Тасманским морем.

## Демографија
Северно острво има процењену популацију од 3,922,000 према подацима из јуна 2022.
Још од завршетка Оташке златне грознице из 1860-их, раст европског становништва Новог Зеланда је доживео стабилан „северни помак“, јер су популацијски центри на Северном острву расли брже од оних на Јужном острву Новог Зеланда. Овај популациони тренд се наставио и у двадесет првом веку, али много споријим темпом. Док популација Северног острва наставља да расте брже од Јужног острва, то је искључиво због тога што Северно острво има већи природни прираштај (тј. рођени минус умрли) и међународне миграције; од касних 1980-их, унутрашњи миграциони ток је са Северног острва на Јужно острво. У 2020. години до јуна, Северно острво је добило 21.950 људи од природног прираштаја и 62.710 људи од међународне миграције, док је услед унутрашње миграције изгубило 3.570 људи.

### Култура и идентитет
На попису становништва на Новом Зеланду 2018. године, 65,7% становника Северних Острва идентификовано је као европске етничке припадности, 18,5% као Маори, 17,0% као Азијати, 9,7% као становници Пацифичких острва, 1,6% као Блискоисточни/Латиноамериканци/Африканци и 1,2% као други етничка припадност (углавном 'Новозеланђани'). Укупни износи чине више од 100%, јер се људи могу идентификовати са више етничких група.
Удео становника Северних острва рођених у иностранству је 29,3%. Најчешће стране земље рођења су Енглеска (15,4% становника који су рођени у иностранству), Кина (11,3%), Индија (10,1%), Јужна Африка (5,9%), Аустралија (5,5%) и Самоа (5,3%).